# St. Boris Peak
St. Boris Peak (in lingua bulgara: Връх Свети Борис, Vrach Sveti Boris) è un picco antartico coperto di ghiaccio, alto 1.698 m, situato nel Friesland Ridge, nei Monti Tangra dell'Isola Livingston, nelle Isole Shetland Meridionali, in Antartide. 
È la seconda vetta più elevata sia della catena montuosa che dell'isola, dopo il Monte Friesland (1.700,2 m). I due monti sono collegati da una breve sella detta The Sinagoge, una formazione di ghiaccio con un aguzzo nucleo roccioso che va ad appoggiarsi sul St. Boris Peak. Il picco è inoltre collegato al Simeon Peak dalla Paril Saddle e sormonta il Ghiacciaio Huntress a nordovest e il Ghiacciaio Macy a sudest.
La vetta centrale del picco si eleva a 1.685 m, mentre il punto più elevato della ‘The Synagogue’ si innalza a 1.699 m. Lo spessore del ghiaccio sulle vette è variabile negli anni; secondo la rilevazione GPS compiuta nel dicembre 2016 dai bulgari Doitschin Boyanov e Nikolai Petkov, l'altezza del Monte Friesland era di 1.693 m in quell'anno, rendendo così il St. Boris Peak la vetta più elevata sia dei Monti Tangra che dell'isola in quella stagione.
La vetta fu salita per la prima volta e rilevata con il GPS il 23 dicembre 2016 dai bulgari Doitschin Boyanov e Nikolai Petkov, partiti dal Campo Accademia e passando per il Monte Friesland. Un percorso diverso fu seguito il 16 gennaio 2017 dagli stessi scalatori accompagnati da N. Hazarbasanov, partiti dal Nesebar Gap e attraversando la parte superiore del Ghiacciaio Huntress e l'Academia Peak.
La denominazione è stata assegnata in onore del santo zar Boris I di Bulgaria (852-889).

## Localizzazione
La vetta centrale è situata alle coordinate 62°40′32″S 60°11′33″W, 650 m a sud-sudovest del Monte Friesland, 4,34 km a nordovest del Peshev Peak, 1,86 km a nord-nordest del Willan Nunatak e 3,85 km a sud-sudest della sommità del Pliska Ridge (rilevazione topografica bulgara del 1995-96, mappatura nel 1996, 2005 e 2009).

## Mappe
- Chart of South Shetland including Coronation Island, &c. from the exploration of the sloop Dove in the years 1821 and 1822 by George Powell Commander of the same. Scale ca. 1:200000. London: Laurie, 1822
- South Shetland Islands. Scale 1:200000 topographic map. DOS 610 Sheet W 62 60. Tolworth, UK, 1968.
- L.L. Ivanov. Livingston Island: Central-Eastern Region. Scale 1:25000 topographic map.  Sofia: Antarctic Place-names Commission of Bulgaria, 1996.
- L.L. Ivanov et al. Antarctica: Livingston Island and Greenwich Island, South Shetland Islands. Scale 1:100000 topographic map. Sofia: Antarctic Place-names Commission of Bulgaria, 2005.
- L.L. Ivanov. Antarctica: Livingston Island and Greenwich, Robert, Snow and Smith Islands. Scale 1:120000 topographic map.  Troyan: Manfred Wörner Foundation, 2009.  ISBN 978-954-92032-6-4
- Antarctic Digital Database (ADD). Scale 1:250000 topographic map of Antarctica. Scientific Committee on Antarctic Research (SCAR). Since 1993, regularly upgraded and updated.
- L.L. Ivanov. Antarctica: Livingston Island and Smith Island. Scale 1:100000 topographic map. Manfred Wörner Foundation, 2017. ISBN 978-619-90008-3-0

## Galleria d'immagini

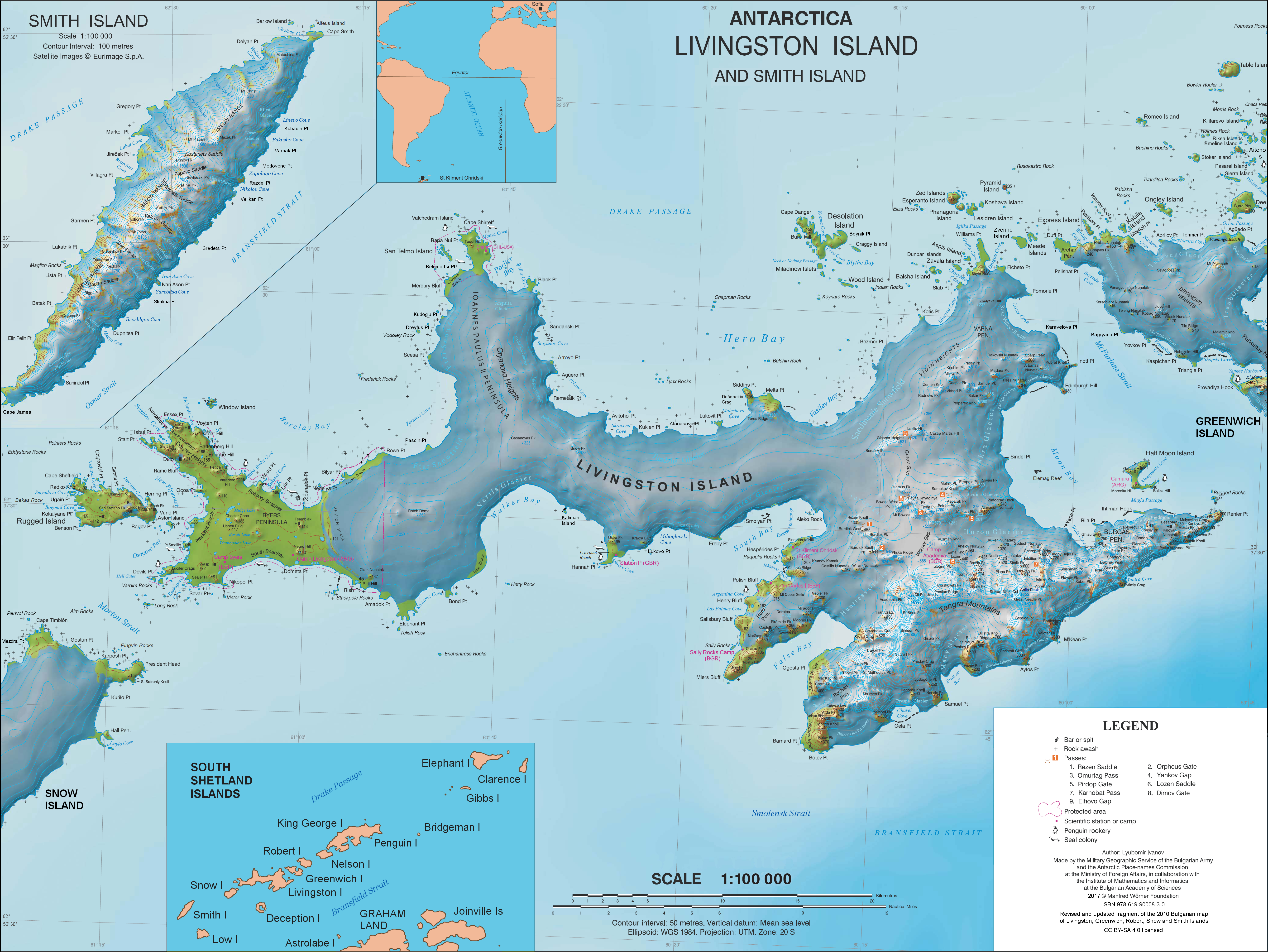
Mappa topografica dell'Isola Livingston
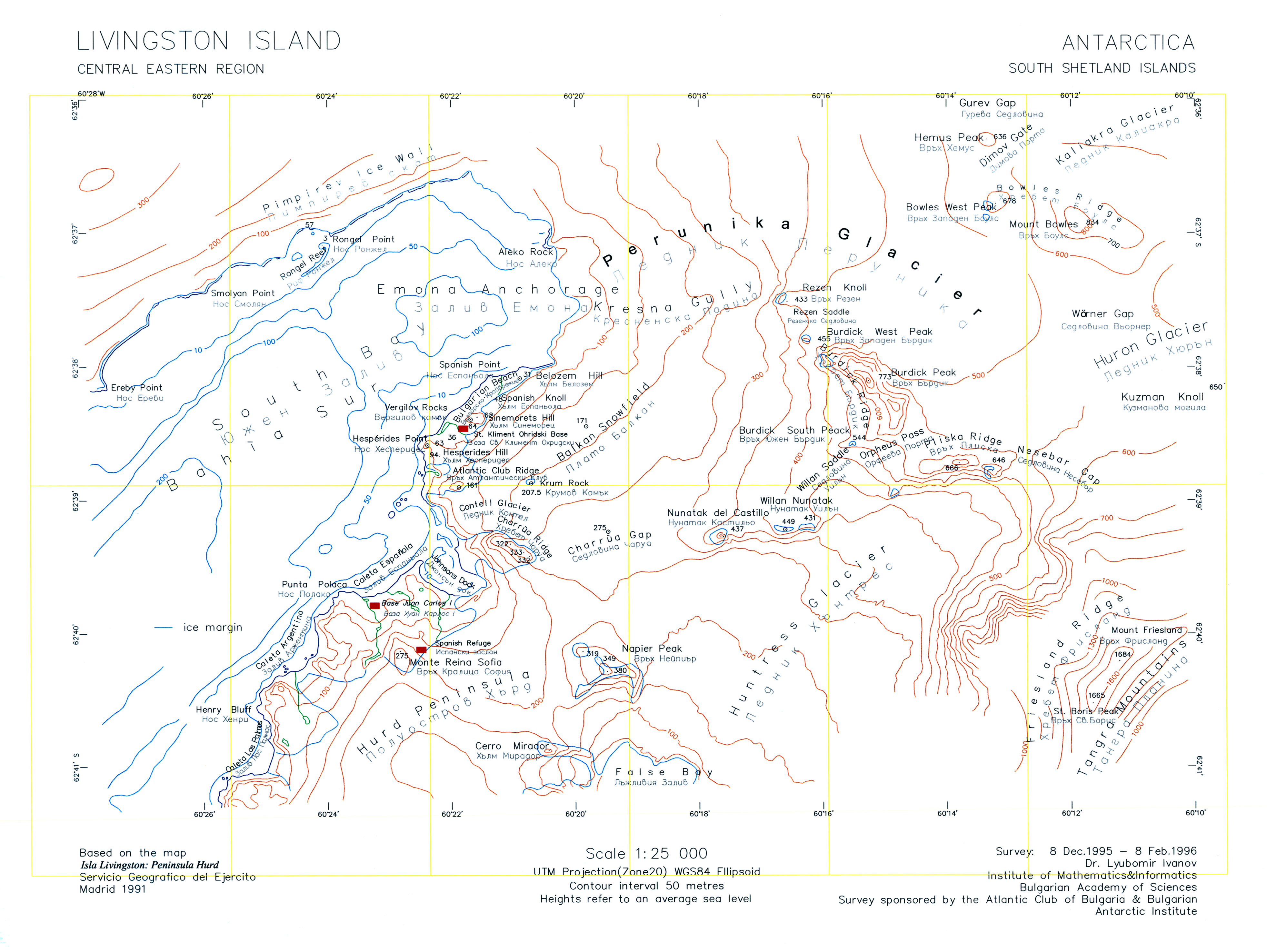
Prima mappa topografica del St. Boris Peak (1996)
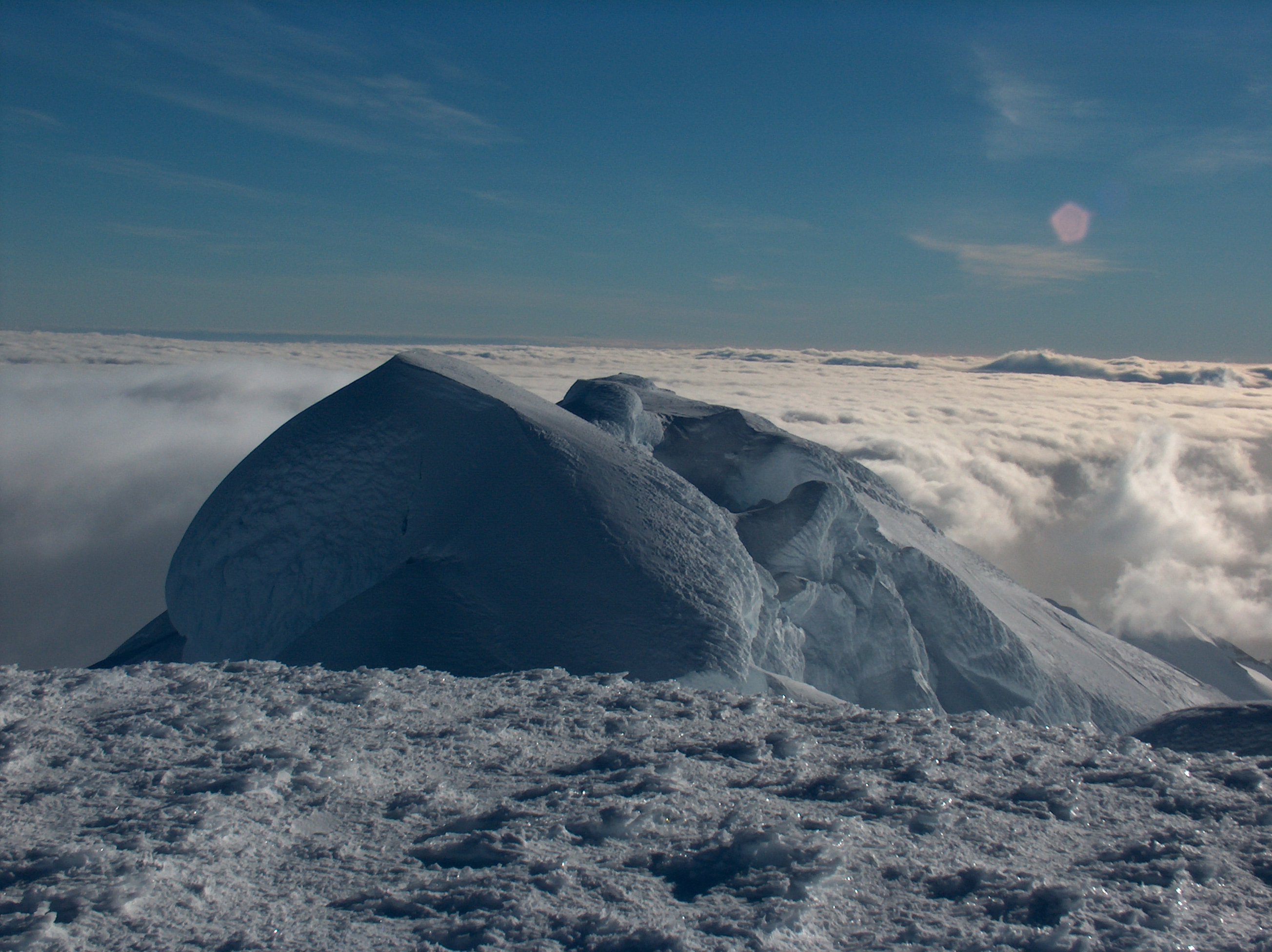
St. Boris Peak visto dal Monte Friesland
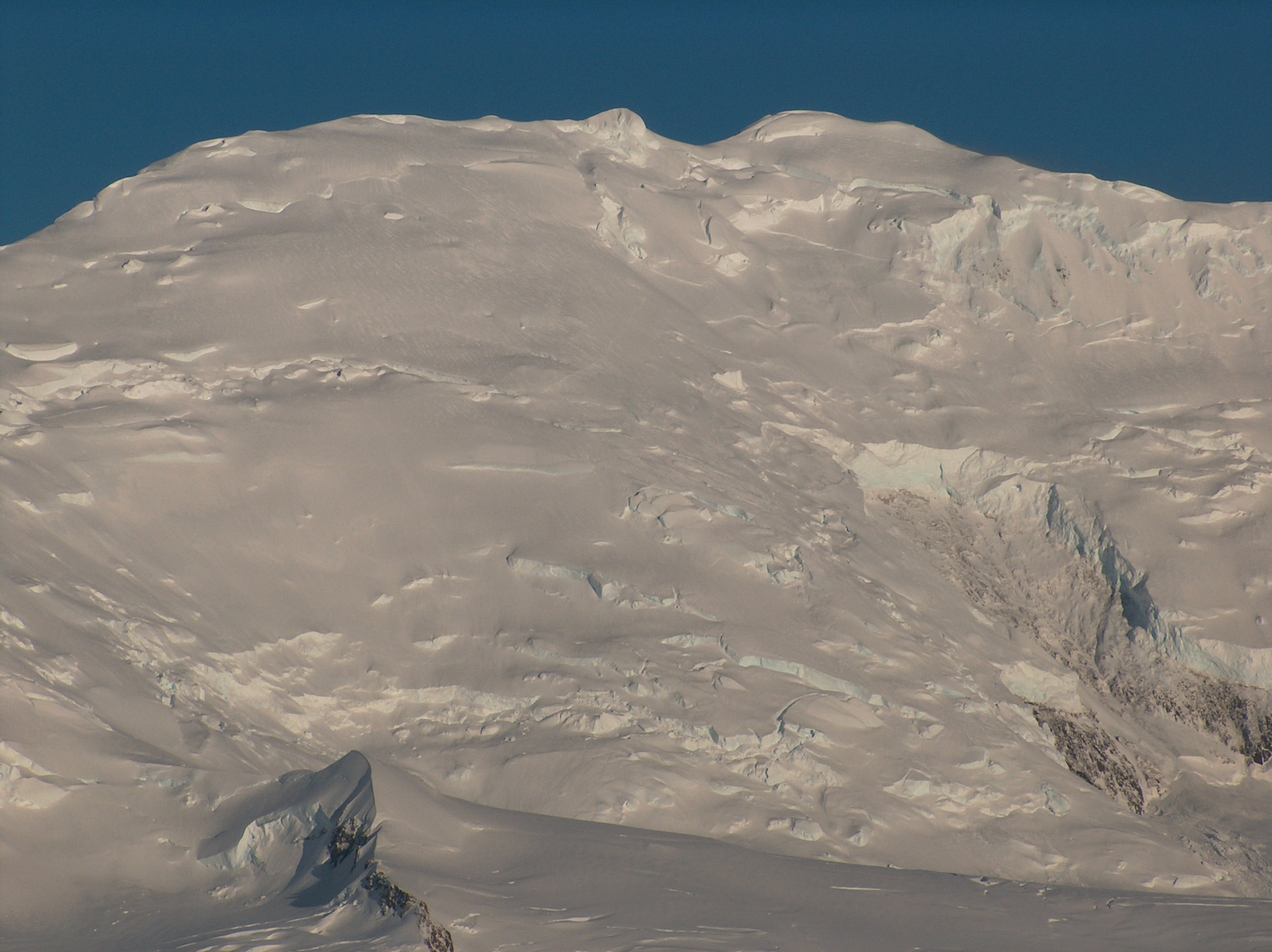
St. Boris Peak e il Monte Friesland visto dallo Stretto di Bransfield
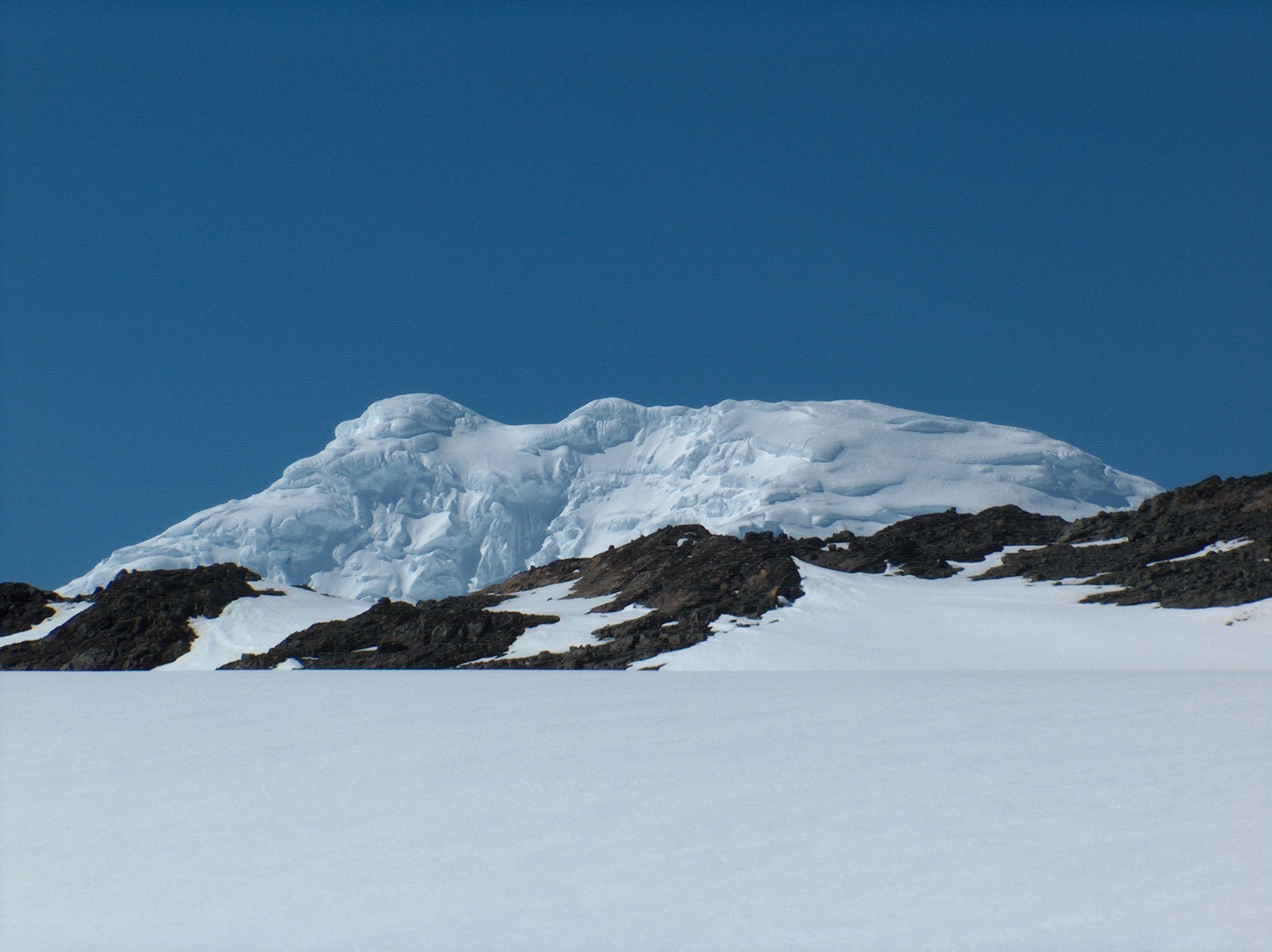
Monte Friesland e St. Boris Peak visti dalle vicinanze della St. Kliment Ohridski Base